# ۱۱۱ (عدد)
۱۱۱(صد و یازده) یک عدد طبیعی فرد مرکب است که بعد از ۱۱۰ و قبل از ۱۱۲ قرار دارد.